# Life's a Trip
Life's a Trip es el primer álbum de estudio del rapero y cantante estadounidense Trippie Redd. Fue lanzado el 10 de agosto de 2018 por TenThousand Projects y Caroline. El álbum incluye apariciones especiales de Diplo, Young Thug, Reese Laflare, Travis Scott y Chief Keef. La producción estuvo a cargo de OZ, Murda Beatz, Honorable C.N.O.T.E., Avedon, Diplo, Scott Storch, Wheezy, Boaz van de Beatz y We Are the Stars, entre otros.
El sencillo principal, "Dark Knight Dummo", fue lanzado el 6 de diciembre de 2017. La canción cuenta con la aparición como invitado del rapero estadounidense Travis Scott, con la producción del Honorable CNOTE. La canción alcanzó el puesto 72 en el Billboard Hot 100 de Estados Unidos, convirtiéndose en El primer sencillo de Trippie Redd. La canción fue certificada Platino por la Recording Industry Association of America (RIAA) el 6 de junio de 2018.

## Lista de canciones
| N.º | Título                                          | Producer(s)          | Duración |  |
| 1.  | «Together»                                      | We Are the Stars     | 2:44     |  |
| 2.  | «Taking a Walk»                                 | Storch               | 2:01     |  |
| 3.  | «Wish (Trippie Mix)» (Diplo con Trippie Redd)   | Diplo                | 2:56     |  |
| 4.  | «Missing My Idols»                              | OZ                   | 2:26     |  |
| 5.  | «Forever Ever» (con Young Thug y Reese Laflare) |                      | 3:57     |  |
| 6.  | «Bird Shit»                                     | Wheezy               | 3:49     |  |
| 7.  | «Bang!»                                         | OZ                   | 4:43     |  |
| 8.  | «How You Feel»                                  |                      | 4:34     |  |
| 9.  | «Dark Knight Dummo» (con Travis Scott)          | Honorable C.N.O.T.E. | 4:16     |  |
| 10. | «Uka Uka»                                       | OZ                   | 2:44     |  |
| 11. | «Shake It Up»                                   |                      | 1:58     |  |
| 12. | «Oomps Revenge»                                 | BeatPusher           | 2:00     |  |
| 13. | «Gore»                                          |                      | 2:42     |  |
| 14. | «Underwater FlyZone»                            | We Are the Stars     | 5:49     |  |

## Posicionamiento en lista
| Lista (2018)                            | Posiciones |
| --------------------------------------- | ---------- |
| Alemania (Media Control Charts)         | 98         |
| Australia (ARIA)                        | 14         |
| Bélgica (Ultratop flamenca)             | 31         |
| Bélgica (Ultratop valona)               | 45         |
| Canadá (Billboard Canadian Albums)      | 5          |
| Dinamarca (Hitlisten)                   | 23         |
| Países Bajos (Album Top 100)            | 14         |
| Finlandia (Suomen Virallinen Lista)     | 29         |
| Irlanda (IRMA)                          | 16         |
| Italia (FIMI)                           | 91         |
| Nueva Zelanda (Recorded Music NZ)       | 11         |
| Noruega (VG-lista)                      | 10         |
| Suecia (Sverigetopplistan)              | 22         |
| Suiza (Schweizer Hitparade)             | 39         |
| Reino Unido (UK Albums Chart)           | 19         |
| US Billboard 200                        | 4          |
| Estados Unidos (Top R&B/Hip-Hop Albums) | 4          |